# Alessa Berkenkamp
Alessa Ulrike Berkenkamp (* 6. April 1982 in Troisdorf) ist eine deutsche Politikerin (Bündnis 90/Die Grünen). Sie war von April bis Oktober 2016 Mitglied des Berliner Abgeordnetenhauses.

## Leben
Alessa Berkenkamp studierte Kulturwissenschaften an der Europa-Universität Viadrina in Frankfurt (Oder) bis zum Bachelor of Arts. Dem folgte von 2004 bis 2005 ein einjähriges Auslandsstudium für Europäische Integration an der Università di Roma „La Sapienza“. 2007 nahm sie ein Studium der Politikwissenschaft an der Universität Potsdam auf, das sie 2011 mit dem Master of Arts abschloss. Derzeit arbeitet sie an einer Promotion über Rohstoffpolitik an der Westfälischen Wilhelms-Universität in Münster.
Berkenkamp arbeitete als wissenschaftliche Mitarbeiterin bei Malte Spitz und Silke Gebel sowie als Assistentin bei Cem Özdemir. 2012 war sie Referentin in der Bundesgeschäftsstelle von Bündnis 90/Die Grünen bei der Urwahl. Sie ist wissenschaftliche Mitarbeiterin in Teilzeit bei der Unternehmensberatung/Think Tank Humanistic Management Practices gGmbH.
Berkenkamp war von 2009 bis 2012 Mitglied des Vorstandes der Diätenkommission des Kreisverbandes Bündnis 90/Die Grünen Berlin-Mitte. Am 1. April 2016 zog sie im Nachrückverfahren für den ausgeschiedenen Heiko Thomas über die Landesliste in das Abgeordnetenhaus von Berlin ein. Im Parlament war sie Mitglied des Ausschusses für Inneres, Sicherheit und Ordnung sowie des Ausschusses für Wirtschaft, Forschung und Technologie.
Nach der Abgeordnetenhauswahl im September 2016 schied sie aus dem Parlament aus.